# Xestochironomus gilvus
Xestochironomus gilvus är en tvåvingeart som beskrevs av Art Borkent 1984. Xestochironomus gilvus ingår i släktet Xestochironomus och familjen fjädermyggor. Inga underarter finns listade i Catalogue of Life.